# Incze Ildikó
Incze Ildikó (Makfalva, 1959. december 3. –) színésznő.

## Pályafutása
A marosvásárhelyi Szentgyörgyi István Színművészeti Intézetben szerzett oklevelet. 1982-ben került a Sepsiszentgyörgyi Állami Magyar Színházhoz, majd 1985-ben Magyarországra költözött. Itt a Népszínház tagja lett, egy évvel később pedig a József Attila Színház szerződtette, majd a Karinthy Színház művésze lett. Társulati tag legutóbb a székesfehérvári Vörösmarty Színházban volt, de itt 2010-ben felmondták szerződését.
2011 óta a Budapest I. kerületében található Várnegyed Galéria vezetője. Azóta színházban kevesebbet játszik, de Szeretők c. monodrámáját Magyarországon és Erdélyben gyakran adja elő.
Játék- és tévéfilmekben is szerepelt. A Szomszédok című teleregényben a dúsgazdag Klarisszát alakította.

## Színházi szerepei
- Szeretők (bemutató: Vörösmarty Színház)
- Pénz áll a házhoz
- Goodbye Charlie (bemutató: Karinthy Színház)
- Paprikás csirke (bemutató: 1999. április 30. Centrál Színház)
- Tombol az erény (bemutató: 2001. szeptember 1. Újpest Színház)
- A női szabó (bemutató: 2002. szeptember 13. Karinthy Színház)
- Lassú felmelegedés (bemutató: 2003. január 17. Karinthy Színház)
- Hoppá Orfeum (bemutató: 2004. február 20. Merlin)
- Butaságom története (bemutató: 2005. október 28. Karinthy Színház)
- Napsugár fiúk (bemutató: 2006. szeptember 2. Újpest Színház)
- Ha rád néz a hentes (bemutató: 2007. február 3. Gózon Gyula Kamaraszínház)
- Tombol az erény (bemutató: 2007. február 24. Turay Ida Színház)
- Bulvár (bemutató: 2007. május 18. Újpest Színház)
- Rómeó és Júlia (bemutató: 2007. november 29. Újpest Színház)
- Jóccakát, anya... (bemutató: 2007. december 8. Vörösmarty Színház)
- Bolha a fülbe (bemutató: 2008. március 7. Vörösmarty Színház)
- A revizor (bemutató: 2008. december 19. Vörösmarty Színház)
- Nyolc nő (bemutató: 2009. március 13. Vörösmarty Színház)
- A kommunizmus története elmebetegeknek (bemutató: 2010. március 5. Vörösmarty Színház)

## Filmjei
- Álom.net (szín., magyar vígj., 2009)
- A titok gyermekei (szín., török-magyar filmdráma, 2002)
- Valami Amerika (szín., magyar vígj., 2001)
- Pizzás (szín., magyar játékf., 2000)
- Égető Eszter (szín., magyar tévéfilm sor., 1989)
- Eszmélet (szín., magyar tévéfilm sor., 1989)
- A költő visszatér (szín., magyar tévéf., 1988)
- Czillei és a Hunyadiak (szín., magyar tévéjáték, 1988)
- Zojka szalonja (magyar tévéf., 1986) (TV-film)
- Cigánykerék (szín., mb., gyermekf.) (TV-film)